# Inge Genefke
Inge Genefke, née le 6 juillet 1938 dans la municipalité de Frederiksberg, est une militante danoise contre la torture.

## Biographie
Consacrant sa carrière au traitement et à la réhabilitation des victimes de la torture, elle commence sa carrière dans ce domaine en 1973 après l'appel d'Amnesty International aux médecins du monde entier pour aider les victimes.
Elle débute en tant que cofondatrice du groupe médical danois d'Amnesty International en 1974. En 1982, elle fonde le Rehabilitation and Research Centre for Torture Victims (RCT) à Copenhague. L'International Rehabilitation Council for Torture Victims (en) (IRCT) est fondé en 1985, à l'origine comme branche internationale du RCT. L'IRCT devient alors une organisation internationale et indépendante en 1997, avec Genefke comme ambassadeur d'IRCT.
Elle est récipiendaire du Right Livelihood Award en 1988.